# Balaxanı-Sabunçu polis idarəsi süvari qorodovoyların at oynatmaları
Balaxanı-Sabunçu polis idarəsi süvari qorodovoyların at oynatmaları je ruský němý film z roku 1898. Režisérem je Aleksandr Mişon (1858–1921). Film trvá zhruba jednu minutu a jedná se o jeden z prvních filmů natočených v Ázerbájdžánu. Film byl natočen 6. srpna 1898.
Aleksandr Mişon se usadil v Baku v roce 1898 a natočil tam devět filmů.

## Děj
Film zachycuje policejní výcvik na koni.